# Војислав Маринковић (фотограф)
Војислав Маринковић (Лесковац, 2. октобар 1911 — Београд, 31. октобар 2004) био је српски ликовни уметник фотографије, мајстор фотографије, фотографски писац и критичар. Носилац међународног фотографског звања Екселенција FIAP (EFIAP}. Завршио Трговачку академију (1931), Економски факултет (1942) и Високу школу спољне трговине (1947) у Београду. Радио у банкарству, спољној трговини, дипломатији и култури. Бавио се фотографијом од 1936. најпре као члан Фото-секције Српског планинарског друштва (СПД), а од 1938. и као члан Фото клуба „Загреб“. Један од оснивача Клуба фото аматера „Београд“ (КФАБ), 1939. Био члан УЛУПУДС-а. Био уредник часописа Фотографија и Београдски објектив.

## Одлике уметничког рада
Афирмацију у фотографији започео 1938. као члан Фото клуба „Загреб“, учешћем на изложбама. Формиран под утицајем тзв. "загребачке школе“ фотографије, Маринковић је, уз неколицину других, био нека врста моста између прекосавског лирског сфумата и београдског реализма. У првим послератним данима допринео је изградњи фотографске организације; налазио се и међу првим ауторима на домаћим и страним салонима фотографије, баш као што се среће и међу првим носиоцима високих признања у Фото-савезу (југословенском и српском), или међународној фотографској организацији FIAP. Током вишедеценијског деловања у фотографији увек је био окренут једној теми – човеку и његовом окружењу. За своје мотиве одабирао је сам живот: жанр-сцене, фолклорне мотиве, портрете у амбијенту.

## Дела
Фотографије је груписао у циклусе: Мој мали Београд (1952-1960); По Европи (1952-1990); Париске успомене (1952-1990); Српско село (1956-1970); Тражења (1956-1970); и Африка (1970-1980). Средином педесетих година, делимично под утицајем европских струјања у фотографији, Маринковић је унео у већ сачињен пиктурални склоп својих дела једно тада сасвим ново фотографско мишљење стварајући фотографске документе прожете духом носталгије. Карактеристична дела у којима се највише огледа та нова вредност су Муфташи; Лапавица (1953), Маренда; Са пијаце (1954), или неколико година доцније настале, Бацање камена и Под куполом (1958). Тим делом свога опуса извршио је не мали утицај, не само на своје савременике него и на настављаче.

## Списатељски и хроничарски рад
Изузетан допринос Маринковићев огледао се и у његовом хроничарском раду. Писао је фотографске критике, осврте, приказе изложби. Први текст објавио је 1940. године, а затим се бројем објављених прилога, и опсегом тема о којима је расправљао, сврстао међу најплодније српске фотографске писце, а по оригиналности приступа и у особене појаве у фотографској литератури на српском језику. Знатан део свога радног века посветио је фотографској организацији, савезној и републичкој, баш као што је и чест представник југословенске фотографије у свету, на конгресима, симпозијумима, жиријима. На целом југословенском простору М. остаје уважаван као личност чије су активност и дело – уметничко, хроничарско, организационо – значајно обележили југословенску фотографску историју друге половине XX века.

## Изложбе
Излагао на више од 200 групних изложби на готово свим континентима. Потпуна листа изложби наведена је у каталогу ретроспективне изложбе „Војислав Маринковић“, Салон фотографије, Београд, 1979. Самостално је излагао у Београду (1975, 1995), Варшави (1979) (заједно са Гораном Малићем), Новом Саду (1980), Загребу (1980), Панчеву (1981), Смедереву (1981), Крушевцу (1982) и Бору (1985).

## Књиге
О његовом делу издате су две књиге:
- О мотиву и светлости : разговори са Војиславом Маринковићем, Београд : Фотограм, 2002.
- Војислав Маринковић, Венеција 1957, Београд : Културни центар, 2005.